# Resolução 320 do Conselho de Segurança das Nações Unidas
A Resolução 320 do Conselho de Segurança das Nações Unidas, adotada em 29 de setembro de 1972, após reafirmar as resoluções anteriores, o Conselho expressou preocupação com o fato de que, apesar das resoluções anteriores, vários estados estavam violando de forma velada e aberta as sanções à Rodésia do Sul. O Conselho solicitou que a comissão que tinha sido criada na resolução 253, considerasse o tipo de ação que deveria ser tomada "tendo em vista a recusa aberta e persistente da África do Sul e de Portugal em implementar sanções" e solicitou o relatório o mais tardar 31 Janeiro de 1973.
A resolução foi aprovada por 13 votos a zero; o Reino Unido e os Estados Unidos se abstiveram.